# Antonio José Pardo Andretta
Antonio José Pardo Andretta (* 8. September 1970 in Caracas) ist ein ehemaliger venezolanischer Skirennläufer.

## Karriere
Pardo Andreatte erkrankte als Kind an einem Gehirntumor und musste nach einer daraus resultierenden Operation erst wieder lernen zu laufen. Er begann erst im Alter von 43 Jahren mit dem professionellen Skisport nach dem er seine Arbeit im Finanzsektor verloren hatte. Sein internationales Renndebüt gab er am 9. Januar 2013 bei einem FIS-Riesenslalom in La Thuile.
2014 qualifizierte er sich als erster venezolanischer Skisportler für die Olympischen Winterspiele. Bei den Wettkämpfen in Sotschi schied er im Riesenslalom aus.
Nach diesem Rennen ist er international nicht mehr in Erscheinung getreten.

## Erfolge

### Olympische Winterspiele
- Sotschi 2014: DNF Riesenslalom